# Century Cars
Century Cars Ltd. war ein britischer Hersteller von Automobilen.

## Unternehmensgeschichte
Das Unternehmen aus London begann 1928 mit der Produktion von Automobilen. Der Markenname lautete Century. 1929 endete die Produktion. Insgesamt entstanden nur wenige Exemplare.

## Fahrzeuge
Im Angebot stand der Kleinwagen 7 HP. Ein Vierzylindermotor trieb das Fahrzeug an. Besonderheit war, dass es sich um einen Zweitaktmotor handelte, sowie die fünffach gelagerte Kurbelwelle. Anfangs wurden 56 mm Bohrung und 76 mm Hub genannt, woraus 747 cm³ Hubraum resultierten. Diese Maße entsprachen dem Viertaktmotor des Austin Seven. Später wurde ein kleinerer Motor mit 49,2 mm Bohrung, 85 mm Hub und 646 cm³ Hubraum genannt. Ein offener Zweisitzer wurde für 100 Pfund angeboten. Daneben gab es eine zweitürige Limousine.